# 托提拉弗拉特 (亞利桑那州)
托提拉弗拉特（英語：Tortilla Flat）是位於美國亞利桑那州馬里科帕縣的一個非建制地區。該地的面積和人口皆未知。

## 地理
托提拉弗拉特的座標為33°31′35″N 111°23′23″W / 33.52639°N 111.38972°W，而該地的平均海拔高度為525米（即1724英尺）。